# Chiesa di San Giorgio Martire (Dello)
La chiesa di San Giorgio Martire è la parrocchiale di Dello, in provincia e diocesi di Brescia; fa parte della zona pastorale di Bagnolo Mella.

## Storia
Un primo edificio di culto fu edificato nella seconda metà del XVI secolo ed era dedicato ai santi Giorgio martire e Rocco.
Nel 1718 fu posta la prima pietra della nuova parrocchiale, progettata da Antonio Corbellini; l'edificio venne portato a termine nel 1756. Nel 2013 furono restaurate le decorazioni interne della chiesa.

## Descrizione

### Esterno
La facciata, che è a capanna, è divisa a metà della sua altezza in due ordini da una cornice marcapiano. Entrambe le parti presentano cinque lesene terminanti con capitelli ionici: quelle del registro inferiore partono da uno zoccolo e terminano sul marcapiano, quelle del registro inferiore hanno inizio dal marcapiano e giungono sino al timpano. Entrambi i registri presentano due nicchie con al loro interno, altrettante statue; nel registro superiore, inoltre, si apre un finestrone.
Accanto alla chiesa sorge il campanile in cotto, che fu ristrutturato nel 1789.

### Interno
L'interno è ad un'unica navata con volte a botte e cappelle laterali. La navata termina con il presbiterio rialzato di tre gradini e chiuso dell'abside semicircolare. Qui trova posto l'organo, realizzato da Giovanni Tonoli nel 1874 e rinnovato nella seconda metà del Novecento.